# Questione linguistica belga

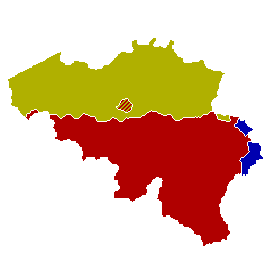
Le tre comunità linguistiche del Belgio: in giallo i fiamminghi, in rosso i valloni e in blu i tedeschi. L'area di Bruxelles, sia francofona sia fiamminga, è segnata a righe rosso-gialle.

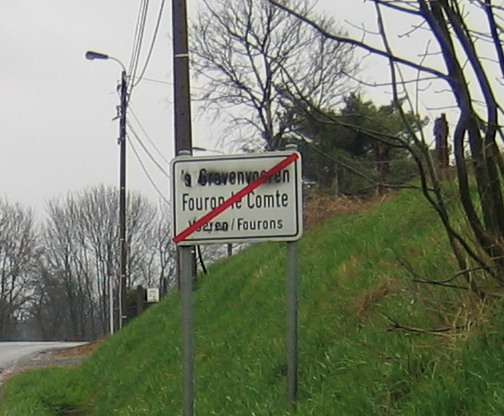
Segnaletica stradale bilingue vandalizzata a Voeren/Fourons, un comune a facilitazione linguistica

La questione linguistica belga comprende la serie di conflitti, rivalità e rivendicazioni su base linguistica che intercorrono tra le due maggiori comunità linguistiche del Belgio: i fiamminghi (di lingua fiamminga) e i valloni (di lingua francese).

## La genesi del conflitto: l'indipendenza belga e la predominanza del francese
Quando, nel 1830, la parte meridionale del Regno Unito dei Paesi Bassi si rese indipendente attraverso la rivoluzione belga, nacque per la prima volta nella storia il regno del Belgio. All'unità del paese non corrispondeva tuttavia un'uniformità linguistica, in quanto la metà meridionale era popolata da valloni francofoni e quella settentrionale da fiamminghi, mentre la capitale Bruxelles - situata nella parte fiamminga - era fiamminga all'85% e francofona per il 15%. Come lingua ufficiale del nuovo stato venne tuttavia adottato unicamente il francese, anche per i sudditi fiamminghi, anche e soprattutto perché all'epoca il francese godeva di un prestigio nettamente superiore al fiammingo, venendo difatti parlato trasversalmente dai ceti colti di entrambi i gruppi linguistici.
Come unica lingua dell'amministrazione, dell'esercito e del parlamento, il francese venne così a contrapporsi nettamente nei confronti del fiammingo, che, spesso considerato con disprezzo, rimase relegato all'uso vernacolare. Pure nell'istruzione scolastica il francese godeva di un'indiscussa supremazia: se i dialetti fiamminghi potevano essere insegnati nelle scuole elementari, a partire dalle scuole medie non erano più previsti.

## Il Movimento Fiammingo e le prime conquiste politiche
Il ruolo subalterno del fiammingo non fu percepito come un problema dalle classi istruite e dirigenti, che utilizzavano già correntemente il francese. Solo lentamente venne a crearsi nelle principali città del nord il Movimento Fiammingo (Vlaamse Beweging) contro la repressione del fiammingo, principalmente ad opera di letterati come Jan Frans Willems. Un primo effetto di questa riscoperta d'identità fu l'introduzione, nel 1856, della Grievencommissie ("Commissione delle doglianze"), incaricata di dare ascolto alle denunce dei cittadini (fiamminghi) che si ritenevano lesi nei loro diritti a causa del governo francofono. Gradualmente il movimento fiammingo riuscì a sensibilizzare anche la politica: una fondamentale conquista fu la "Legge di Uguaglianza" (Gelijkheidswet) del 1898, che introdusse l'insegnamento bilingue obbligatorio nelle classi medie delle Fiandre.
In reazione al Movimento Fiammingo nacque il movimento vallone: anche in coincidenza con la progressiva istituzione del suffragio universale, i francofoni del Belgio meridionale iniziarono a temere la possibilità di una presa del potere nel paese da parte dei fiamminghi, numericamente superiori. A queste contrapposizioni linguistiche contribuirono anche considerazioni di ordine sociale: la regione agricola delle Fiandre era prevalentemente cattolico-conservatrice, mentre la più industrializzata Vallonia era tradizionalmente anticlericale se non addirittura fortemente socialista.
Con la prima guerra mondiale la questione linguistica iniziò ad acuirsi, quando i soldati fiamminghi impegnati al fronte nelle Fiandre occidentali si resero conto di quanto gli ufficiali, che parlavano solo francese, mostravano incomprensione se non disprezzo della loro lingua. Nelle Fiandre orientali occupate dall'esercito tedesco molti fiamminghi lavorarono per l'occupante straniero, venendo poi perseguiti dalle autorità francofone belghe a guerra finita. Anche per questo la popolazione fiamminga maturò idee revansciste e divenne fortemente politicizzata.
Ciononostante il processo di emancipazione della comunità fiamminga proseguì il suo corso e nel 1930 l'università di Gent fu il primo ateneo belga ad introdurre il fiammingo come unica lingua d'insegnamento.

## La Questione Reale e il boom economico
Alla fine della seconda guerra mondiale si pose in Belgio la "Questione Reale": re Leopoldo III, che durante l'occupazione nazista del paese aveva tenuto un comportamento ambiguo con l'invasore ed aveva contratto un secondo matrimonio con una borghese, fu aspramente criticato in patria al punto che, alla fine della sua prigionia in Germania, dovette auto-esiliarsi temporaneamente in Svizzera. Leopoldo III poté rientrare in Belgio solo nel 1950, in seguito ad un referendum che spaccò il paese e nel quale ancora una volta emersero le profonde divisioni linguistiche: le Fiandre cattoliche e monarchiche si espressero a favore del re (72%), mentre la Vallonia socialista votò contro (58%). Alla fine fu il peso demografico delle Fiandre a restituire il trono a Leopoldo, il cui rientro - avvenuto il 30 luglio dello stesso anno - fu accompagnato da violente proteste in Vallonia (quattro morti a Grâce-Berleur). Per non mettere in pericolo l'unità del paese, il 16 luglio 1951 Leopoldo III abdicò infine in favore del figlio Baldovino I.
La questione linguistica si confermò nuovamente un conflitto a più ampio spettro con il boom dell'economia belga degli anni Cinquanta, quando il baricentro economico del paese passò dalle industrie minerarie e tessili della Vallonia ai nuovi poli industriali (soprattutto petrolchimici) delle Fiandre. Determinanti furono a questo riguardo il rapido sviluppo del settore terziario e la scoperta, da parte degli investitori, delle potenzialità del porto di Anversa e della manodopera qualificata e a basso costo delle Fiandre. Ne conseguì un boom dell'economia fiamminga che sarebbe durato per tutti gli anni Sessanta (nel 1966 il prodotto interno lordo pro capite delle Fiandre avrebbe infine raggiunto il livello di quello della Vallonia), mentre l'economia vallona iniziò a ristagnare nonostante i tentativi di rilancio dell'industria pesante, dando luogo anche a manifestazioni di protesta sociale come lo sciopero generale dell'inverno 1960-61.

## Le leggi del 1962
Consci della complessità del problema linguistico e delle sue ripercussioni sulla vita sociale, politica ed economica del Belgio, nel 1962 i leader politici vararono un apposito pacchetto legislativo ribattezzato "leggi Gilson". La prima legge stabilì in via definitiva il confine linguistico tra le due comunità (creando le exclavi francofone di Mouscron e Comines-Warneton e quella fiamminga di Voeren), la seconda istituì il bilinguismo nei diciannove comuni della regione di Bruxelles nonché le "facilità" per i francofoni di sei comuni fiamminghi alla periferia Bruxelles, mentre la terza regolò l'utilizzo delle lingue nell'insegnamento.
La fissazione del confine linguistico fu richiesta sia dai fiamminghi, il cui numero relativo calava ad ogni censimento, in particolare nella periferia brussellese (pochi anni prima, nel 1954, le tre località di Berchem-Sainte-Agathe, Evere e Ganshoren erano passate alla zona bilingue di Bruxelles per referendum), ma anche dai valloni, che speravano così di giungere ad un bilanciamento di poteri tra due entità paritarie. Per fissare il confine tra Fiandre e Vallonia ci si basò sul censimento linguistico del 1947.
Le "facilità linguistiche" furono invece riservate ai comuni con cospicue minoranze (la legge prevedeva una soglia del 30%) rimasti al di là dei confini dei rispettivi blocchi linguistici, al fine di permettere l'uso della lingua minoritaria nei confronti della pubblica amministrazione: si trattò di una soluzione di compromesso per risolvere il problema concreto di sei comuni alle porte di Bruxelles (Drogenbos, Linkebeek, Sint-Genesius-Rode, Kraainem, Wemmel e Wezembeek-Oppem), che pur appartenendo alle Fiandre contavano una crescente minoranza francofona dovuta alla vicinanza con la capitale.
Con le leggi Gilson fu posto il primo importante passo sulla strada del federalismo belga. La vittoria del partito liberale belga nel 1965 congelò tuttavia ulteriori progetti di riforma per alcuni anni in quanto il partito aveva fatto dell'unità belga uno dei punti cardine del proprio programma elettorale.